# Die Liebenden vom Hotel von Osman
Die Liebenden vom Hotel von Osman (Osman’ın Otelindeki Aşıklar) ist ein deutscher Kurzspielfilm von İdil Üner aus dem Jahr 2001, den sie nach eigenem Drehbuch mit sich und Fatih Akın in den Hauptrollen verfilmte. Die Komödie erhielt den Deutschen Kurzfilmpreis.

## Handlung
Das Pärchen Ahmet und Ili aus Hamburg verbringt seinen Urlaub in der Türkei. Im Istanbuler Hotel gibt man sich als Ehepaar aus, da der konservative Hotelbesitzer moralische Vorbehalte gegen unverheiratete türkische Paare haben könnte. Tatsächlich gibt sich dieser recht misstrauisch. Die zwei bekommen zwar ein Zimmer, doch der Hotelier macht gleichzeitig zwei Polizisten auf das Paar aufmerksam, um sicherzugehen, dass er sich nicht als Kuppler schuldig gemacht hat. Als Ili merkt, dass man belauscht wird, provoziert sie keifend einen lauten Streit mit ihrem Freund, der seinerseits ebenfalls voll darauf einsteigt. Die Polizisten ziehen beruhigt ab: Bei diesem Pärchen kann es sich nur um ein Ehepaar handeln.

## Kritiken
Die Redaktion von Prisma bezeichnete den Film als „mit temperamentvollem Witz inszeniert“, die „sehr lebendige Geschichte“ thematisiere „die Konflikte junger deutscher Türken“.

## Auszeichnungen
Der Film erhielt 2001 den Deutschen Kurzfilmpreis in Gold, der Produktionsleiter des Films Tobias Büchner 2002 den Murnau-Kurzfilmpreis und die Regisseurin auf dem Huesca Film Festival den Spezialpreis der Jury. Darüber hinaus war der Film beim Max Ophüls Festival als „bester Kurzfilm“ nominiert.